# Sportif finlandais de l'année

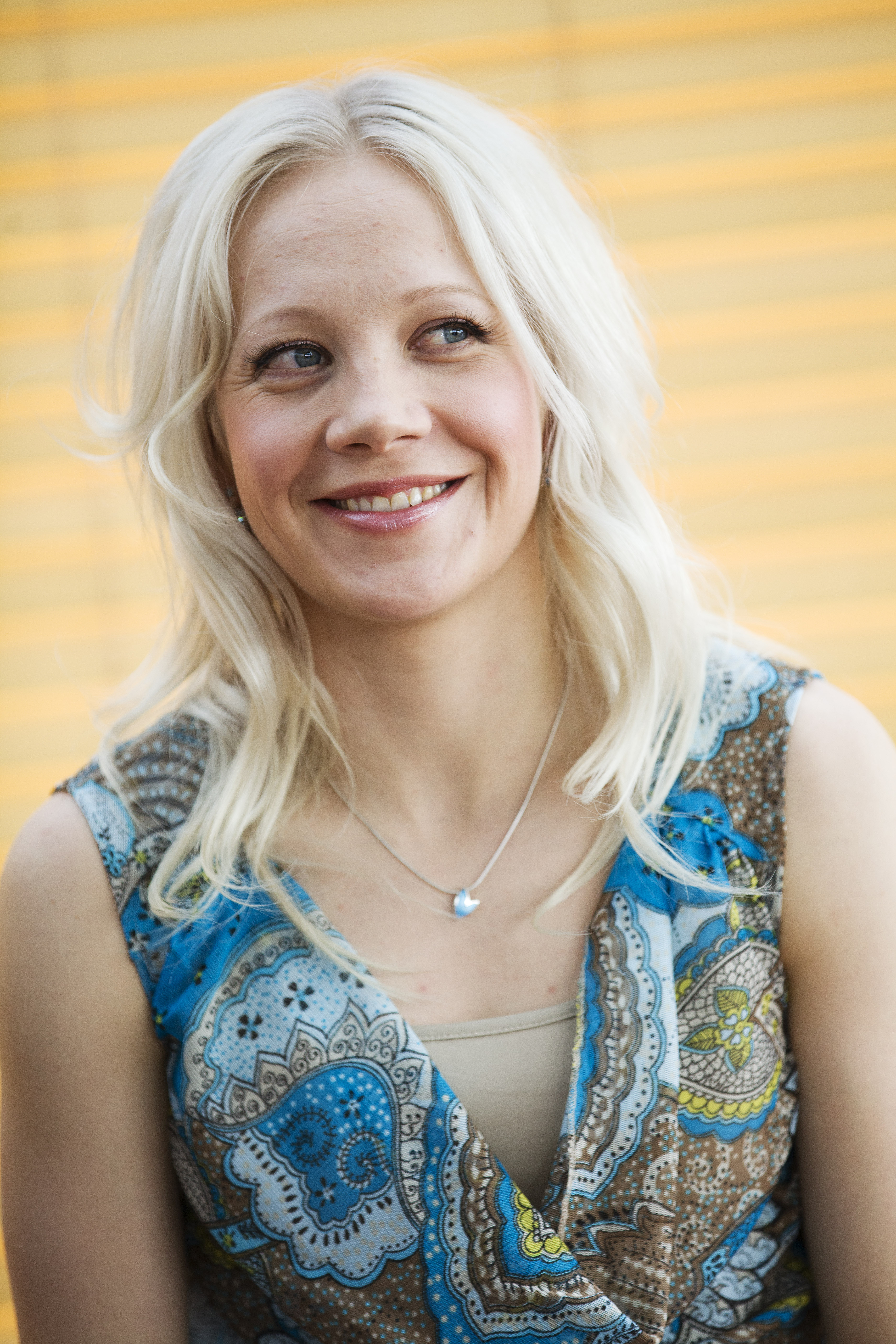
Athlète finnoise Kaisa Mäkäräinen

Le Sportif finlandais de l'année est désigné par des journalistes sportifs depuis 1947. La meilleure athlète féminine était choisie jusqu'en 2009. Il y a également des prix pour l'équipe de l'année, l'entraîneur de l'année et le jeune athlète de l'année.
Les fondeurs Veikko Hakulinen et Iivo Niskanen sont les plus titrés avec quatre récompenses.

## Liste des vainqueurs
| Année | Gagnants                          | Gagnantes                      |
| 1947  | Mikko Hietanen et Lassi Parkkinen | Kerttu Pehkonen                |
| 1948  | Heikki Hasu                       | Sylvi Saimo                    |
| 1949  | Viljo Heino                       | Eevi Huttunen                  |
| 1950  | Heikki Hasu                       | Sylvi Saimo                    |
| 1951  | Veikko Karvonen                   | Eevi Huttunen                  |
| 1952  | Veikko Hakulinen                  | Sylvi Saimo                    |
| 1953  | Veikko Hakulinen                  | Eevi Huttunen                  |
| 1954  | Veikko Hakulinen                  | Siiri Rantanen                 |
| 1955  | Voitto Hellsten                   | Mirja Hietamies                |
| 1956  | Antti Hyvärinen                   | Siiri Rantanen                 |
| 1957  | Olavi Vuorisalo                   | Iiris Sihvonen                 |
| 1958  | Vilho Ylönen                      | Siiri Rantanen                 |
| 1959  | Juhani Järvinen                   | Siiri Rantanen                 |
| 1960  | Veikko Hakulinen                  | Eevi Huttunen                  |
| 1961  | Kalevi Huuskonen                  | Mirja Lehtonen                 |
| 1962  | Pentti Nikula                     | Maire Rautakoski               |
| 1963  | Pentti Eskola                     | Mirja Lehtonen                 |
| 1964  | Eero Mäntyranta                   | Kaija Mustonen                 |
| 1965  | Jouko Launonen                    | Maire Lindholm                 |
| 1966  | Eero Mäntyranta                   | Eila Pyrhönen                  |
| 1967  | Eero Tapio                        | Eija Krogerus                  |
| 1968  | Kaarlo Kangasniemi                | Kaija Mustonen                 |
| 1969  | Kaarlo Kangasniemi                | Marjatta Kajosmaa              |
| 1970  | Kalevi Oikarainen                 | Marjatta Kajosmaa              |
| 1971  | Juha Väätäinen                    | Marjatta Kajosmaa              |
| 1972  | Lasse Virén                       | Marjatta Kajosmaa              |
| 1973  | Mona-Lisa Pursiainen              | Mona-Lisa Pursiainen           |
| 1974  | Riitta Salin                      | Riitta Salin                   |
| 1975  | Heikki Ikola                      | Helena Takalo                  |
| 1976  | Lasse Virén                       | Helena Takalo                  |
| 1977  | Pertti Ukkola                     | Lea Hilokoski                  |
| 1978  | Helena Takalo                     | Helena Takalo                  |
| 1979  | Pertti Karppinen                  | Outi Borgenström               |
| 1980  | Pertti Karppinen                  | Hilkka Riihivuori              |
| 1981  | Heikki Ikola                      | Hilkka Riihivuori              |
| 1982  | Keijo Rosberg                     | Hilkka Riihivuori              |
| 1983  | Tiina Lillak                      | Tiina Lillak                   |
| 1984  | Marja-Liisa Hämäläinen            | Marja-Liisa Hämäläinen         |
| 1985  | Matti Nykänen                     | Marja-Liisa Kirvesniemi        |
| 1986  | Marjo Matikainen                  | Marjo Matikainen               |
| 1987  | Marjo Matikainen                  | Marjo Matikainen               |
| 1988  | Matti Nykänen                     | Marjo Matikainen               |
| 1989  | Marjo Matikainen                  | Marjo Matikainen               |
| 1990  | Päivi Alafrantti                  | Päivi Alafrantti               |
| 1991  | Kimmo Kinnunen                    | Marja-Liisa Kirvesniemi        |
| 1992  | Toni Nieminen                     | Marjut Lukkarinen              |
| 1993  | Juha Kankkunen                    | Sari Essayah                   |
| 1994  | Jani Sievinen                     | Sari Essayah                   |
| 1995  | Jari Litmanen                     | Sari Laine                     |
| 1996  | Heli Rantanen                     | Heli Rantanen                  |
| 1997  | Mika Myllylä                      | Raija Koskinen                 |
| 1998  | Mika Häkkinen                     | Satu Pusila                    |
| 1999  | Mika Myllylä                      | Tuuli Matinsalo                |
| 2000  | Arsi Harju                        | Pia Sundstedt                  |
| 2001  | Sami Hyypiä                       | Pirjo Muranen                  |
| 2002  | Samppa Lajunen                    | Heli Koivula                   |
| 2003  | Hanna-Maria Seppälä               | Hanna-Maria Seppälä            |
| 2004  | Marko Yli-Hannuksela              | Tanja Poutiainen               |
| 2005  | Janne Ahonen                      | Tanja Poutiainen               |
| 2006  | Jukka Keskisalo                   | Tanja Poutiainen               |
| 2007  | Tero Pitkämäki                    | Virpi Kuitunen                 |
| 2008  | Satu Mäkelä-Nummela               | Satu Mäkelä-Nummela            |
| 2009  | Aino-Kaisa Saarinen               | Aino-Kaisa Saarinen            |
| 2010  | Minna Kauppi                      | Minna Kauppi                   |
| 2011  | Kaisa Mäkäräinen                  | Kaisa Mäkäräinen               |
| 2012  | Tuuli Petäjä-Sirén                | Tuuli Petäjä-Sirén             |
| 2013  | Tero Pitkämäki                    | Tero Pitkämäki                 |
| 2014  | Iivo Niskanen, Sami Jauhojärvi    | Iivo Niskanen, Sami Jauhojärvi |
| 2015  | Tero Pitkämäki                    | Tero Pitkämäki                 |
| 2016  | Leo-Pekka Tähti                   | Leo-Pekka Tähti                |
| 2017  | Iivo Niskanen                     | Iivo Niskanen                  |
| 2018  | Iivo Niskanen                     | Iivo Niskanen                  |
| 2019  | Teemu Pukki                       | Teemu Pukki                    |
| 2020  | Lukáš Hrádecký                    | Lukáš Hrádecký                 |
| 2021  | Matti Mattsson                    | Matti Mattsson                 |
| 2022  | Iivo Niskanen                     | Iivo Niskanen                  |
| 2023  | Lauri Markkanen                   | Lauri Markkanen                |